# Veenendaal-Veenendaal Classic femenina
|  | Aquest article és sobre la competició femenina. Per a la competició masculina, vegeu Veenendaal-Veenendaal Classic |

 Gladys Verhulst (FRA)|darrervencedor= Gladys Verhulst (FRA)}}La Veenendaal-Veenendaal Classic femenina és una cursa professional femenina de ciclisme en ruta d'un dia que es disputa anualment pels voltants de la ciutat de Veenendaal, a la província d'Utrecht, als Països Baixos. La primera edició es va disputar al 2018 formant part de la categoria 1.1 de la UCI i fou guanyada per la neerlandesa Annemiek van Vleuten.

## Palmarès
| Any  | Vencedora            | Segona              | Tercera          |         |
| ---- | -------------------- | ------------------- | ---------------- | ------- |
| 2018 | Annemiek van Vleuten | Małgorzata Jasińska | Lorena Wiebes    |         |
| 2019 | suspesa              | suspesa             | suspesa          | suspesa |
| 2020 | suspesa              | suspesa             | suspesa          | suspesa |
| 2021 | suspesa              | suspesa             | suspesa          | suspesa |
| 2022 | Gladys Verhulst      | Karlijn Swinkels    | Rachele Barbieri |         |
| 2023 | Lotte Kopecky        | Martina Fidanza     | Daria Pikulik    |         |
| 2024 | Riejanne Markus      | Barbara Guarischi   | Marthe Truyen    |         |